# Narumi Takahashi
Narumi Takahashi (高橋成美?, Takahashi Narumi; 15 gennaio 1992) è una pattinatrice artistica su ghiaccio giapponese, specializzata nel pattinaggio artistico su ghiaccio a coppie.

## Biografia
Narumi Takahashi è nata nella Prefettura di Chiba, in Giappone. Ha iniziato a pattinare seguendo le orme della sorella maggiore, che in seguito sarebbe entrata nella squadra nazionale giapponese di pattinaggio sincronizzato. Il lavoro di suo padre ha portato la famiglia in Cina quando lei aveva nove anni, ed è stato ammirando campioni cinesi quali Shen Xue e Zhao Hongbo che ha deciso di passare dal pattinaggio individuale a quello di coppia. Si è trasferita a Montreal, Quebec, Canada per allenarsi con Mervin Tran nel 2007.
Dopo la dissoluzione della partnership con Tran che, non avendo la nazionalità giapponese non poteva partecipare ai Giochi olimpici per il Giappone, Takahashi ha fatto coppia con Ryūichi Kihara. Il suo ultimo partner è stato Ryo Shibata.

## Palmarès

### Con Shibata
| Internazionali            | Internazionali | Internazionali |
| Evento                    | 2016–17        | 2017–18        |
| ------------------------- | -------------- | -------------- |
| Giochi asiatici invernali | 6°             |                |
| Asian Trophy              |                | 3°             |
| Nazionali                 |                |                |
| Campionati giapponesi     | 4°             | 2°             |

### Coppie con Kihara
| Internazionali                    | Internazionali | Internazionali |
| Evento                            | 2013–14        | 2014–15        |
| --------------------------------- | -------------- | -------------- |
| Giochi olimpici invernali         | 18°            |                |
| Campionati mondiali               | 17°            | 19°            |
| Campionati dei Quattro continenti |                | 10°            |
| GP Rostelecom Cup                 |                | 7°             |
| GP NHK Trophy                     |                | 7°             |
| Cs Nebelhorn Trophy               |                | 7°             |
| Lombardia Trophy                  | 7°             |                |
| Nebelhorn Trophy                  | 11°            |                |
| Nazionali                         |                |                |
| Campionati giapponesi             | 1°             | 1°             |
| Eventi a squadre                  |                |                |
| Giochi olimpici invernali         | 5° S           |                |
| S = Risultato della squadra       |                |                |

### Con Tran
| Internazionali | Internazionali | Internazionali | Internazionali | Internazionali | Internazionali | Internazionali |
| Evento | 07–08          | 2008–09        | 2009–10        | 2010–11        | 2011–12        | 2012–13        |
| --- | -------------- | -------------- | -------------- | -------------- | -------------- | -------------- |
| Campionati mondiali |                |                |                | 9°             | 3°             |                |
| Campionati dei Quattro continenti                                                                                        |                |                | 5°             | 7°             | 5°             |                |
| Finale |                |                |                |                | 6°             |                |
| GP Cup of China |                |                |                |                |                | R              |
| GP NHK Trophy |                |                | 8°             | 3°             | 2°             | R              |
| GP Rostelecom Cup |                |                |                | 2°             |                |                |
| GP Skate Canada |                |                |                |                | 4°             |                |
| Internazionali: Junior                                                                                                   |                |                |                |                |                |                |
| Campionati mondiali | 15°            | 7°             | 2°             | 3°             |                |                |
| JGP Finale |                | 7°             | 2°             | 1°             |                |                |
| JGP Estonia | 12°            |                |                |                |                |                |
| JGP Germania | 6°             |                |                | 2°             |                |                |
| JGP Messico |                | 4°             |                |                |                |                |
| JGP Polonia |                |                | 1°             |                |                |                |
| JGP Gran Bretagna |                | 3°             |                | 2°             |                |                |
| JGP USA |                |                | 3°             |                |                |                |
| Nazionali |                |                |                |                |                |                |
| Campionati giapponesi |                | 1°             | 1°             | 1°             | 1°             |                |
| Campionati giapponesi junior                                                                                             | 1°             |                |                |                |                |                |
| Eventi a squadre |                |                |                |                |                |                |
| World Team Trophy |                |                |                |                | 1° S 3° P      |                |
| R: Ritirati S = Risultato della squadra; P = Risultato personale; Medaglie assegnate solo per il risultato della squadra |                |                |                |                |                |                |